# Cieplice Śląskie-Zdrój
Cieplice Śląskie-Zdrój (Duits: Bad Warmbrunn) is een stadsdeel van de stad Jelenia Góra (Hirschberg) in het Poolse woiwodschap Neder-Silezië aan de voet van het Reuzengebergte. Tevens is in Cieplice Śląskie-Zdrój een bekend kuuroord gevestigd (Uzdrowisko Cieplice) met thermale wateren uit lokale bronnen en gemineraliseerde wateren. Sinds het najaar van 2019 is langs de oever van het riviertje de Kamienna een gradeerwerk geopend voor toeristen en kuurgasten

## Bestuurlijke geschiedenis
Bad Warmbrunn was tot 1816 een zelfstandige gemeente, in 1816 werd het ingelijfd bij de Pruisische regionale bestuurseenheid (Kreis) Hirschberg im Riesengebirge. Bij de volkstelling van 1905 waren er 4.077 inwoners en in 1939 inmiddels 6.051 inwoners. In 1941 werd de gemeente Herischdorf (thans Malinnik) bestuurlijk samengevoegd met de stad Bad Warmbrunn waarmee het in der loop der jaren mee was samen gegroeid. In 1945, na de Tweede Wereldoorlog werd het gebied onder Pools bestuur geplaatst en werd Bad Warmbrunn omgedoopt tot Cieplice Śląskie-Zdrój tevens werd de regio etnisch gezuiverd volgens de naoorlogse Conferentie van Potsdam. De Duitse bevolking werd verdreven en vervangen door Polen. In 1975 werd de stad Cieplice Śląskie-Zdrój samengevoegd met de gemeente Jelenia Góra (Hirschberg) tot één grote gemeente, met als gevolg dat de stad Cieplice Śląskie-Zdrój een stadsdeel van Jelenia Góra werd.

## Foto's

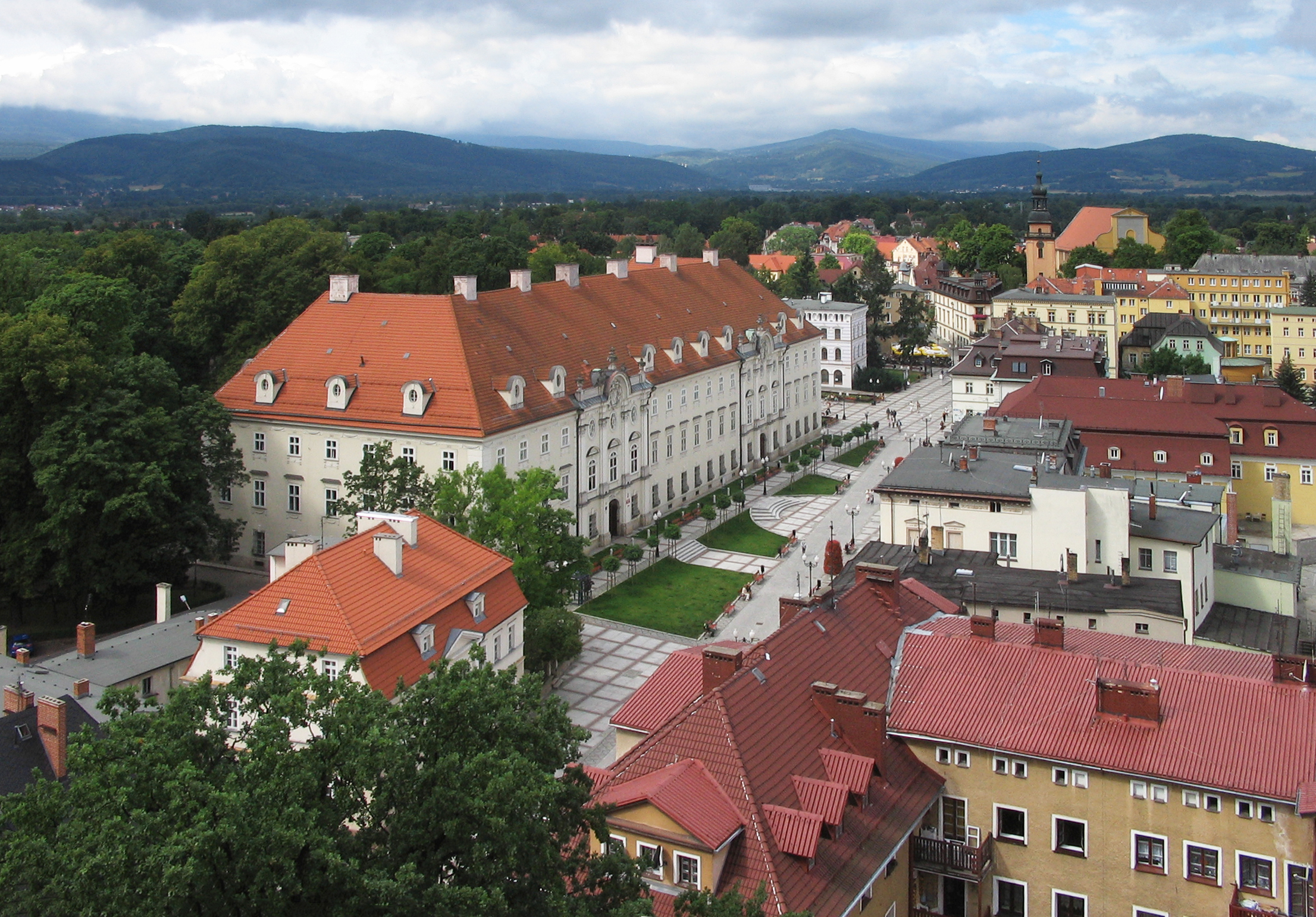
Plac Piastowski (Uitzicht vanaf de Kerktoren)
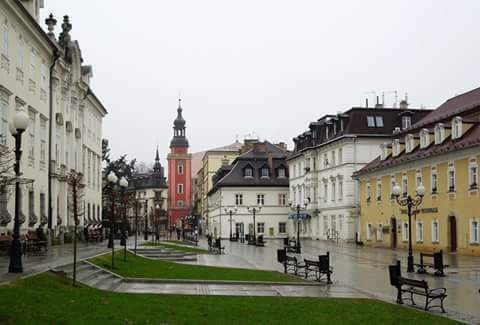
Plac Piastowski
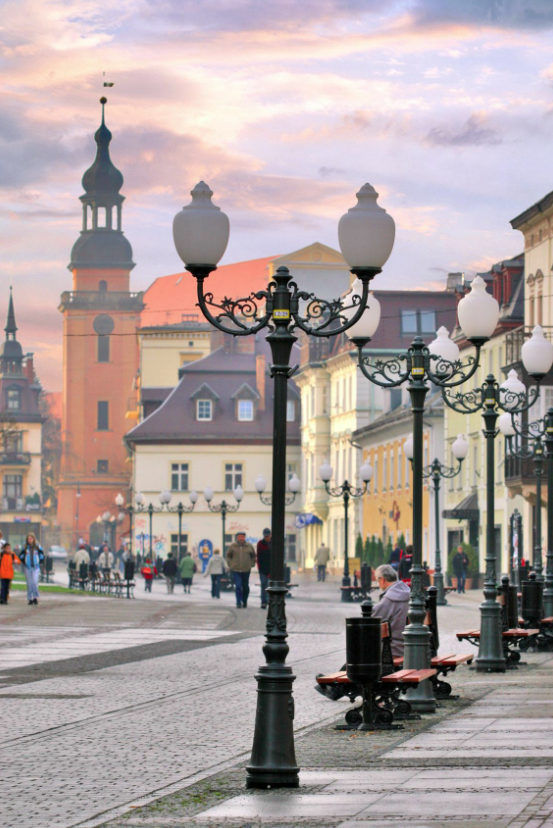
Plac Piastowski
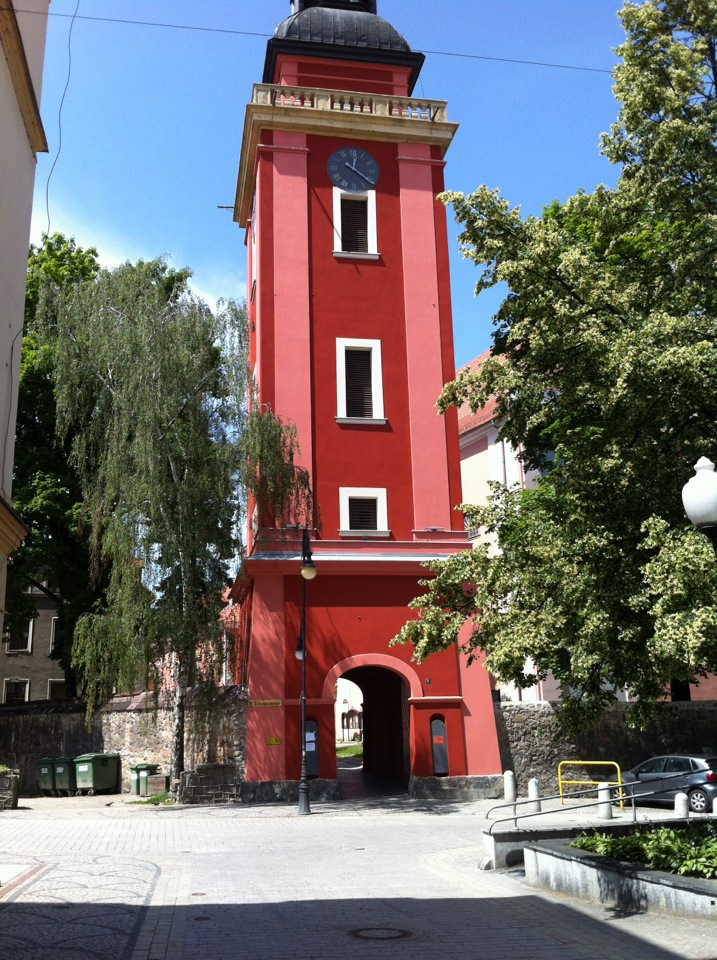
kerktoren "Sint-Jan-de-Doper"
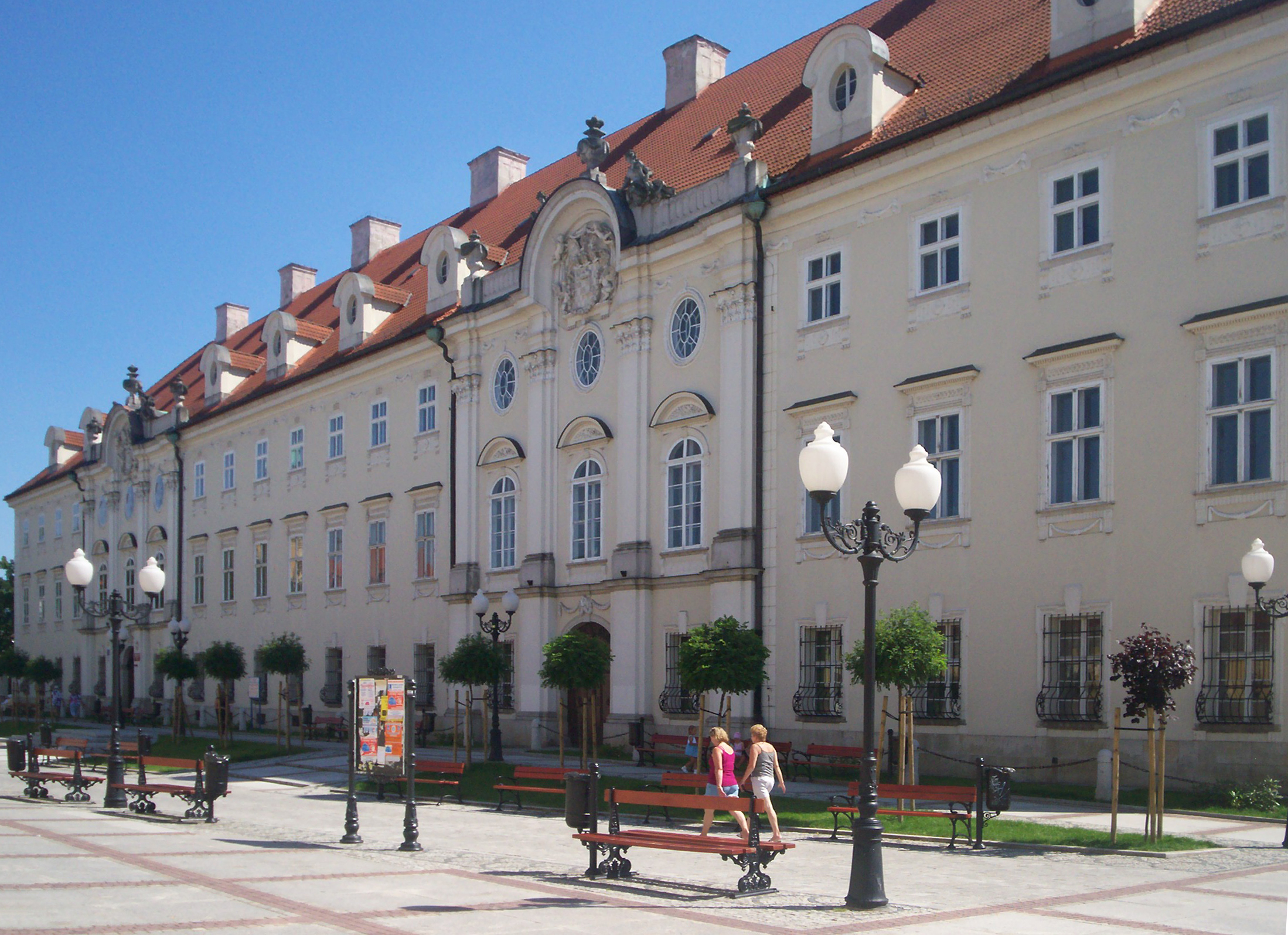
Pałac Schaffgotsców

## Geboren in Cieplice Śląskie-Zdrój (Bad Warmbrunn)
- Friedrich Hermann Otto Finsch (etnoloog 1839-1917)
- Philipp Sonntag (Duits Acteur 1941)

## Verkeer en vervoer
- Station Jelenia Góra Cieplice
- Station Jelenia Góra Orle